# Le Grand (Kalifornia)
Le Grand – jednostka osadnicza w Stanach Zjednoczonych, w stanie Kalifornia, w hrabstwie Merced.